# Kanton Francescas
Francescas is een voormalig kanton van het Franse departement Lot-et-Garonne. Het kanton maakte deel uit van het arrondissement Nérac. Het werd opgeheven bij decreet van 26 februari 2014, met uitwerking op 22 maart 2015. Alle gemeenten werden opgenomen in het nieuwe kanton L'Albret.

## Gemeenten
Het kanton Francescas omvatte de volgende gemeenten:
- Fieux
- Francescas (hoofdplaats)
- Lamontjoie
- Lasserre
- Moncrabeau
- Nomdieu
- Saint-Vincent-de-Lamontjoie